# Mesoscia eriophora
Mesoscia eriophora is een vlinder uit de familie van de Megalopygidae. De wetenschappelijke naam van de soort is voor het eerst geldig gepubliceerd in 1848 door Sepp.